# Goran (distrikt)
Goran (bulgariska: Горан) är ett distrikt i Bulgarien.   Det ligger i kommunen Obsjtina Lovetj och regionen Lovetj, i den centrala delen av landet, 130 km öster om huvudstaden Sofia.
Trakten runt Goran består till största delen av jordbruksmark. Runt Goran är det ganska tätbefolkat, med 60 invånare per kvadratkilometer.